# 西斯托克布里奇 (麻薩諸塞州)
西斯托克布里奇（英語：West Stockbridge）是一個位於美國麻薩諸塞州伯克夏縣的鎮。

## 人口
根據2020年美國人口普查的數據，西斯托克布里奇的面積為48.40平方千米，當中陸地面積為47.80平方千米，而水域面積為0.60平方千米。當地共有人口1343人，而人口密度為每平方千米28人。